# Corno Rosso
Il Corno Rosso (in Greschòneytitsch, Ròthòre - 3.023 m s.l.m.) è una montagna delle Alpi Pennine.

## Caratteristiche

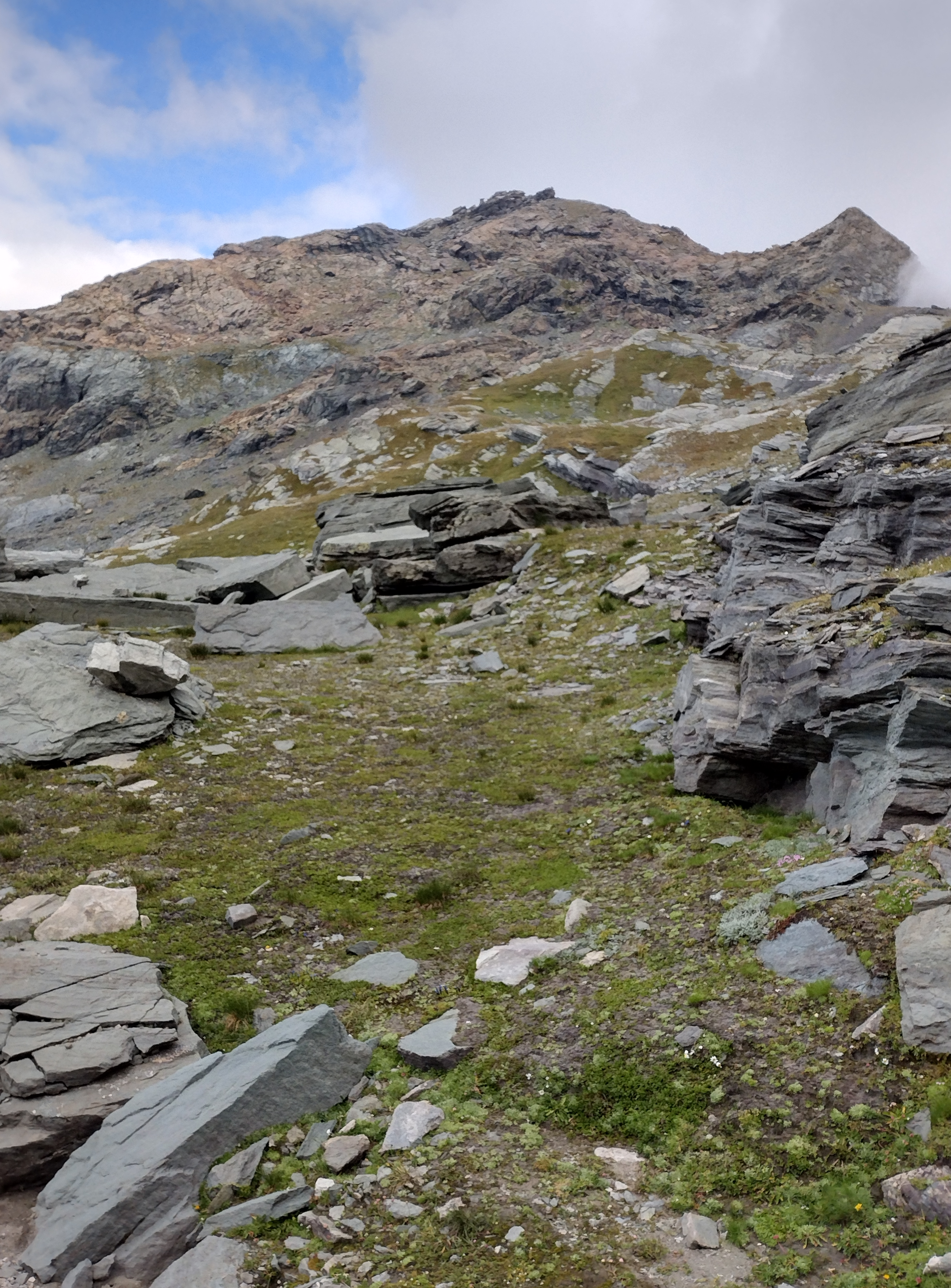
Vista dalla Valle del Lys.

La montagna si trova in territorio italiano lungo lo spartiacque che scendendo dalla Ludwigshöhe divide l'alta valle del Lys dall'alta Valsesia. Il Col d'Olen lo separa a nord dal Corno del Camoscio, mentre a sud il crinale prosegue con il Passo Zube, che divide il Corno Rosso dalla Punta Straling (3.155 m). Amministrativamente la montagna è divisa tra il comune valdostano di Gressoney-La-Trinité e quello piemontese di Alagna Valsesia. La sua prominenza topografica è di 143 metri.

## Geologia

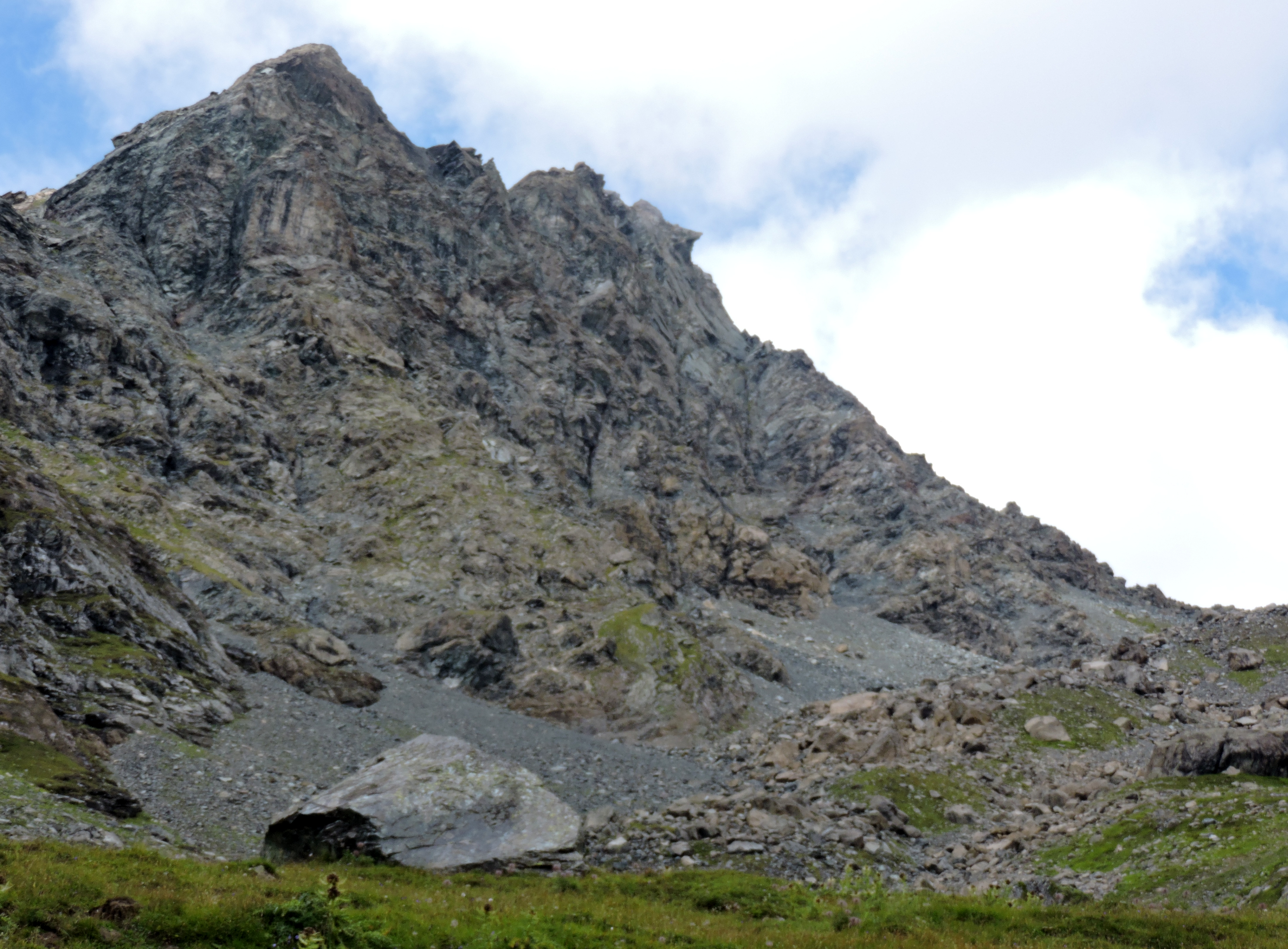
Il versante valsesiano

La zona del Corno Rosso è da tempo nota ai geologi perché conserva tracce dell'inversione del campo magnetico terrestre, con la direzione della magnetizzazione delle rocce in posto che varia 180° rispetto a quella del campo magnetico terrestre attuale. Tra le rocce che costituiscono la montagna  si segnalano le serpentiniti.

## Salita alla vetta

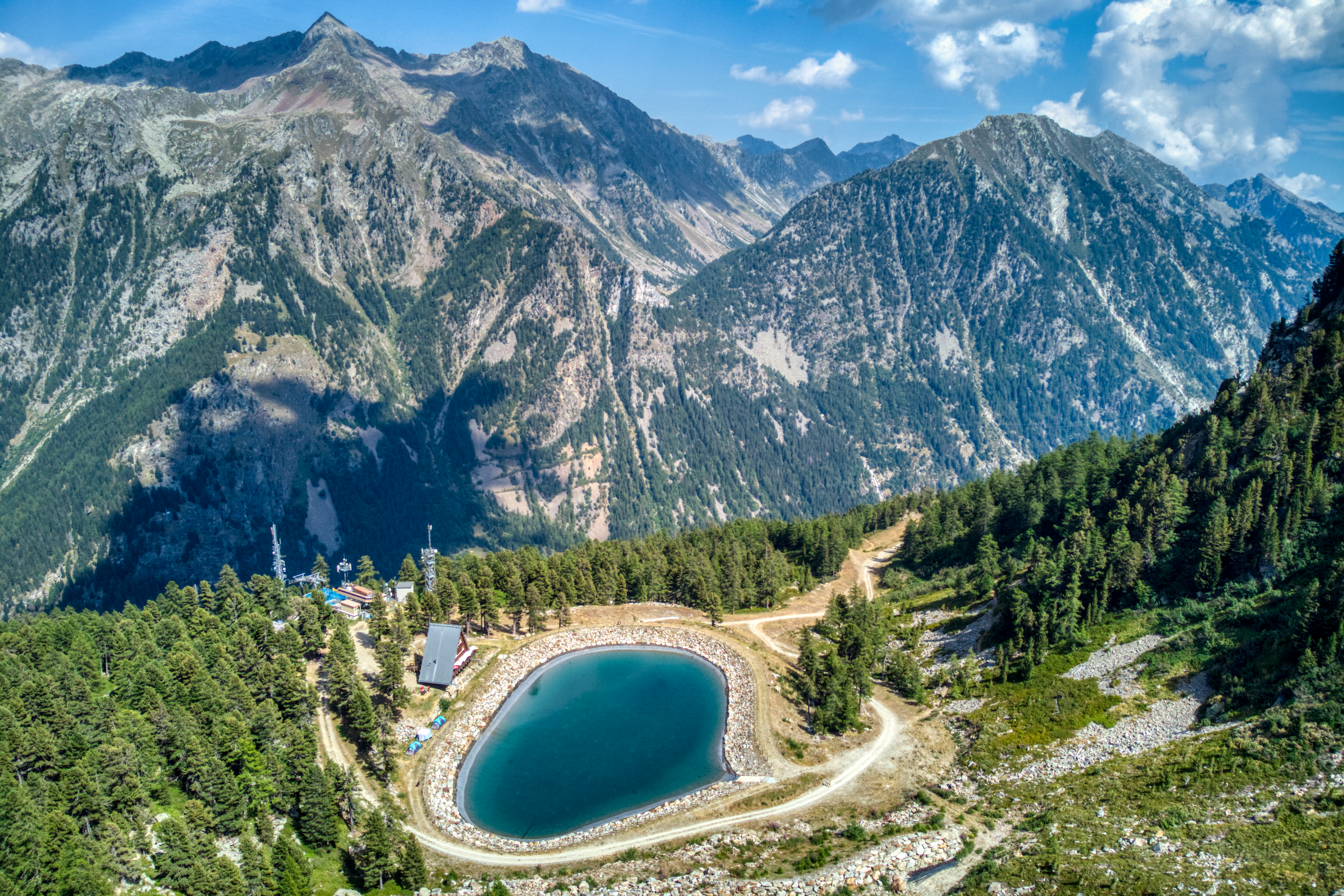
Il Corno Rosso e il rifugio Carlo Mollino.

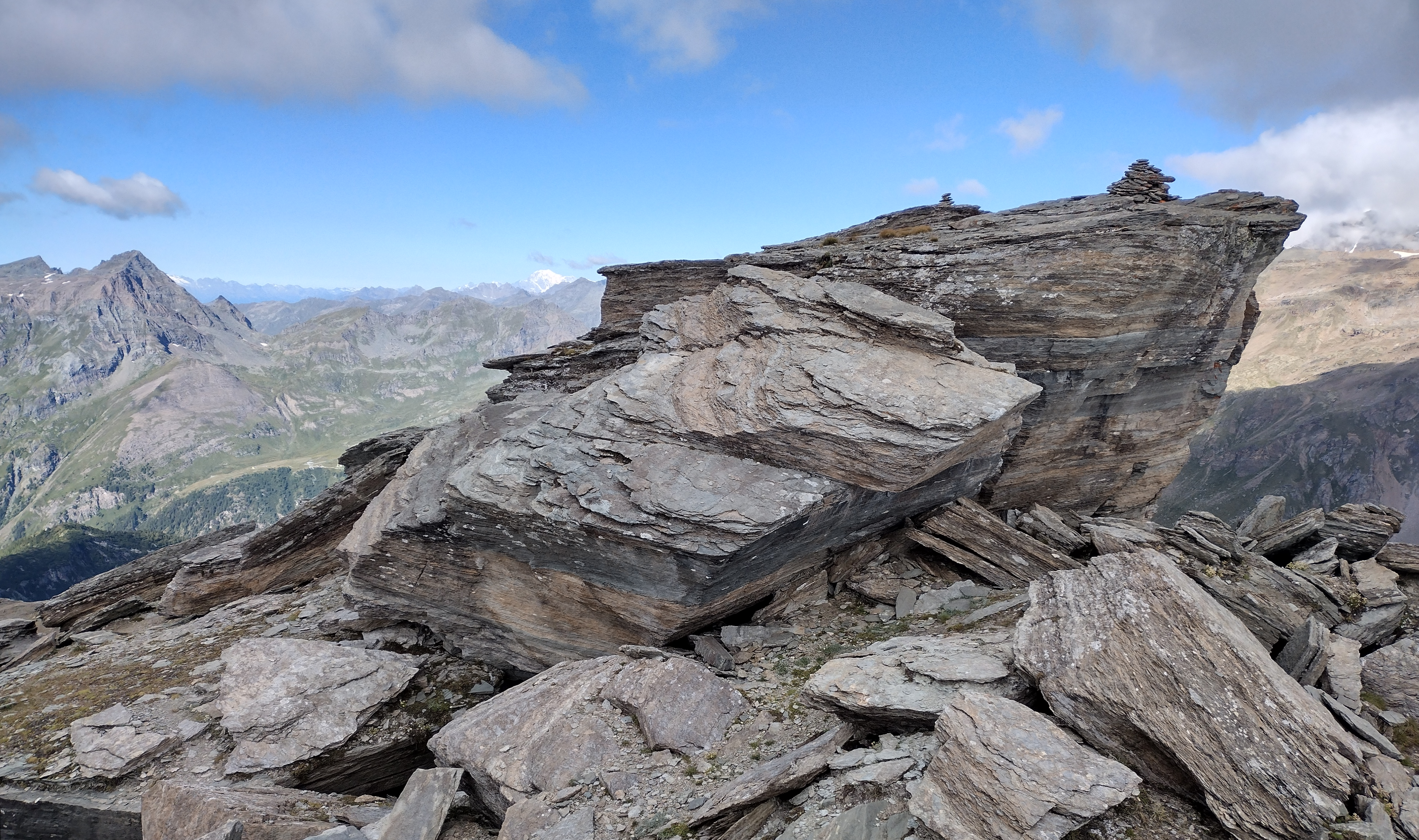
La vetta della montagna

Il Corno Rosso può essere raggiunto da Òrsio, frazione di Gressoney-La-Trinité oppure, con minore dislivello, partendo dalla stazione intermedia del Gabiet della telecabina che raggiunge il Passo dei Salati dalla Valle del Lys. La cima della montagna può essere raggiunta seguendo una traccia di sentiero segnata con ometti che si diparte dal sentiero che transita per il Passo Zube, accessibile per sentiero anche dalla Valsesia. Per toccare il punto culminante vero e proprio, collocato al di sopra di un rilievo roccioso tabulare, occorre superare un facile passaggio di arrampicata.. La salita dal Col d'Olen è di tipo alpinistico e richiede il superamento di passaggi di arrampicata di I e II grado.

## Punti di appoggio
- Rifugio del Gabiet - 2.375 m (Valle del Lys)